# فرانك غافا
فرانك غافا (بالفرنسية: Franck Gava) (3 فبراير 1970 في مونتارغيس) لاعب كرة قدم فرنسي معتزل كان يجيد اللعب في خط الوسط .

## المسيرة الرياضية
بدأ غافا مسيرته الرياضية في نادي نانسي سنة 1986 ثم انتقل إلى نادي ليون في سنة 1992 ثم انتقل إلى نادي باريس سان جيرمان سنة 1997 حيث ساهم في فوزه ببطولة كأس فرنسا وكأس الدوري الفرنسي سنة 1998 ثم انتقل إلى نادي موناكو سنة 1998 وأخيرا انتقل إلى نادي رين سنة 1999 حيث قرر اعتزال لعب كرة القدم نهائيا في سنة 2000 .
على المستوى الدولي شارك مع منتخب فرنسا في 3 مباريات دولية من دون أن ينجح في تسجيل أي هدف في الفترة من 1996 إلى 1997 .

## روابط خارجية
- فرانك غافا على موقع قاعدة بيانات كرة القدم.إي يو (الإنجليزية)
- فرانك غافا على موقع ليكيب (الفرنسية)
- فرانك غافا على موقع ناشيونال فوتبول تيمز (الإنجليزية)